# 貝爾蒙特縣 (俄亥俄州)
貝爾蒙特縣（英語：Belmont County）是美国俄亥俄州東部的一個縣，東隔俄亥俄河與西維吉尼亞州相望，面積1,402平方公里。根據2020年美國人口普查，共有人口66,497人。縣治圣克莱尔斯维尔（St. Clairsville）。該縣成立於1801年9月7日，是法语「美麗的山」的意思。